# Kris Kristofferson
Pour les articles homonymes, voir Kristoffersson.
Kris Kristofferson, né le 22 juin 1936 à Brownsville (Texas) et mort le 28 septembre 2024 à Maui (Hawaï), est un chanteur et acteur américain.

## Biographie

### Jeunesse
Kristoffer Kristian Kristofferson naît en 1936 au Texas. Il est le fils d'un général de l'US Air Force, qui, lorsqu'il était pilote de ligne, faisait voyager sa famille à travers les États-Unis, avant de se fixer en Californie.
Les études de Kristofferson se font d'abord au Pomona College où il pratique tout particulièrement le sport et l'écriture. Au bénéfice de la prestigieuse bourse Rhodes, Il poursuit ses études au Merton College à Oxford (Angleterre), où il commence à composer et interpréter des chansons. Il est alors régulièrement engagé sous le nom de Kris Carson.
Kris Kristofferson va servir ensuite comme pilote dans l'US Army, notamment en Allemagne. Dans le même temps, il continue son activité musicale avec un groupe qui tourne dans le circuit des clubs.

### Carrière
En 1965, il refuse un poste d'enseignant à West Point et part vivre à Nashville (Tennessee), capitale de la musique country, où il exerce divers emplois avant de sympathiser avec Johnny Cash et Janis Joplin.
En 1970, Kris Kristofferson enregistre un premier album : Me and Bobby McGee, aussitôt récompensé.

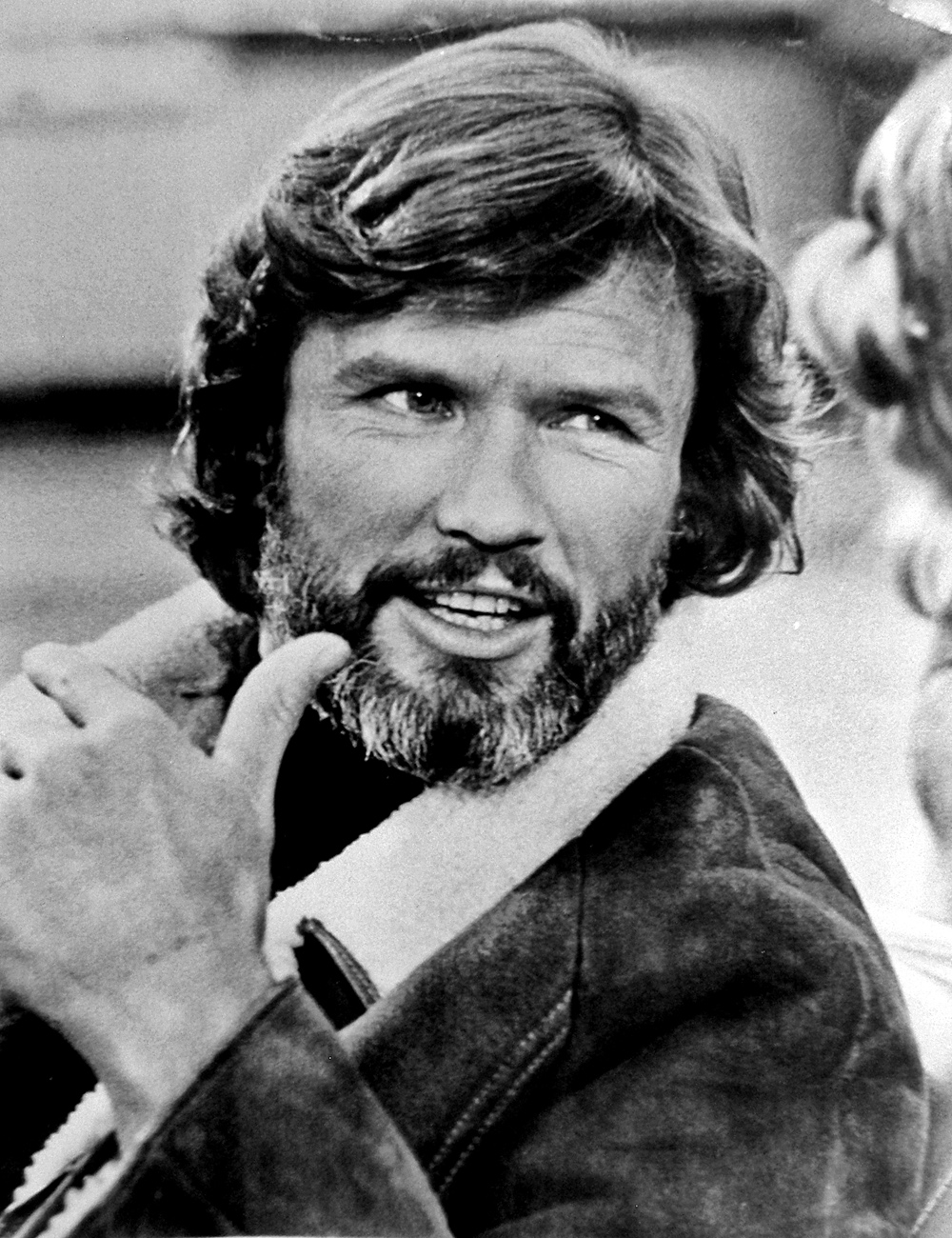
Kris Kristofferson en 1978.

En 1971, Dennis Hopper engage Kris pour son film : The Last Movie. C'est le début de sa carrière au cinéma, où il joue dans divers films à succès tels que : Pat Garrett et Billy le Kid (1973) ou Apportez-moi la tête d'Alfredo Garcia (1974). En 1976, il joue aux côtés de Barbra Streisand dans Une étoile est née (A Star is Born), en 1978, il est aux côtés d'Ali MacGraw dans Le Convoi où il incarne le personnage principal du Duck, un camionneur rebelle pourchassé par la police locale, et dont les sympathisants forment spontanément un convoi routier de plusieurs dizaines de poids-lourds au travers de l'Arizona et du Nouveau-Mexique, et en 1980 aux côtés d’Isabelle Huppert dans La Porte du paradis (Heaven's Gate) de Michael Cimino. À partir de 1979, Kris Kristofferson apparaît également dans des téléfilms : La Route de la liberté, La Fleur ensanglantée, Les Derniers Jours de Frank et Jesse James, La Diligence de Tombstone.

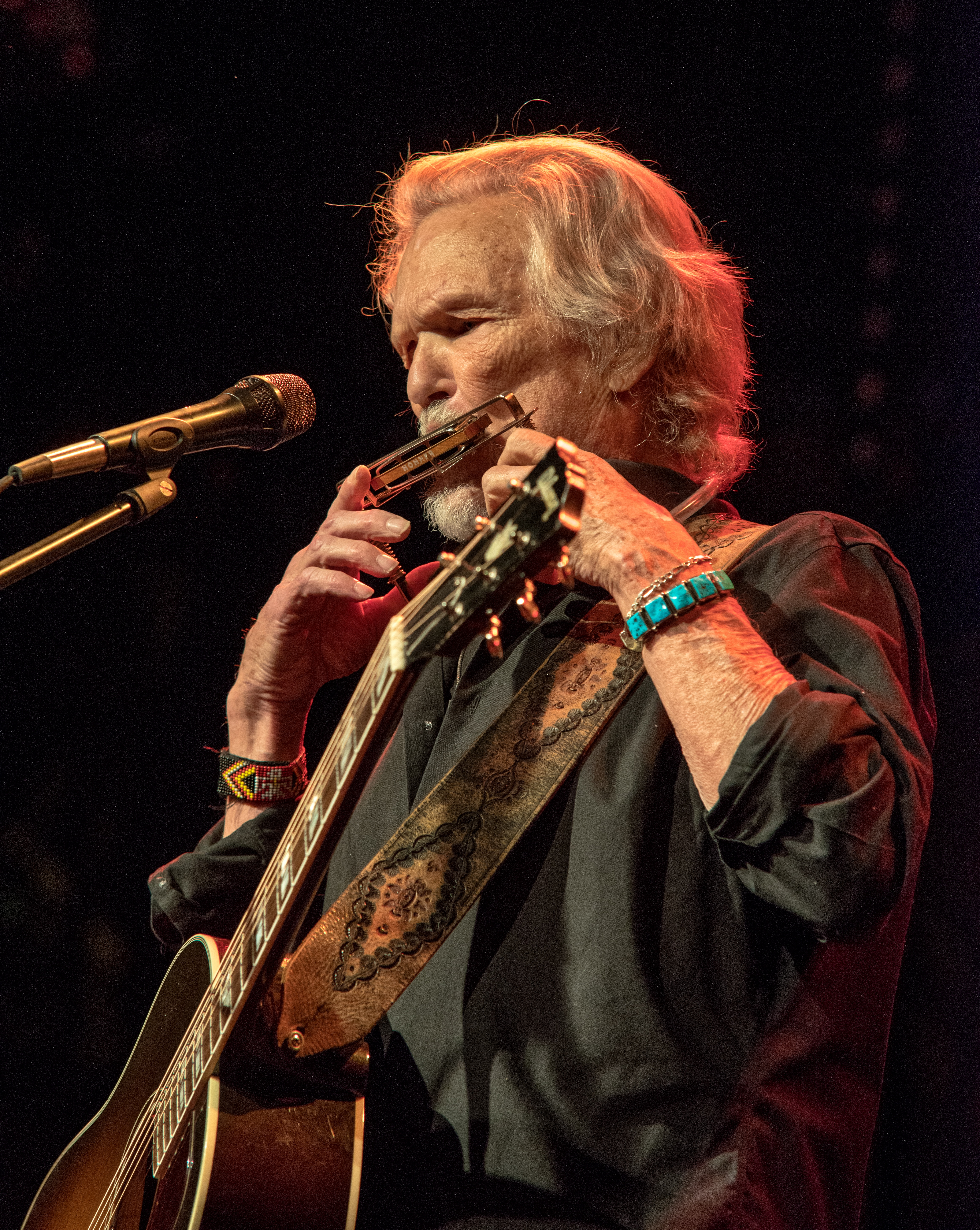
Kris Kristofferson à Fribourg-en-Brisgau (Allemagne) au Zelt-Musik-Festival en 2017.

Kris Kristofferson est à nouveau en haut de l'affiche en 1996 dans Lone Star de John Sayles et en 1998 dans La fille d'un soldat ne pleure jamais. L'acteur participe également à la série des Blade à partir de 1998, joue dans Payback un an plus tard, puis dans la version de Tim Burton de La Planète des singes en 2001. En 2002, Kris Kristofferson retrouve les vampires dans Blade 2 de Guillermo del Toro, avant de donner la réplique pour la troisième fois à Wesley Snipes pour les besoins de la licence dans Blade: Trinity.
En 2004, il entre au Country Music Hall of Fame.

### Vie privée
Kris Kristofferson épouse Lisa Meyers en 1983. Ils possèdent et habitent leur maison de Los Flores Canyon à Malibu en Californie, ainsi qu'une résidence à Hana sur l'île de Maui.
Il rencontre des problèmes médicaux pendant plusieurs décennies. Il est opéré avec succès en 1999. De 2004 à 2015 il a la maladie de Lyme, diagnostiquée d'abord comme une forme précoce de la maladie d'Alzheimer. Des suppositions font remonter la survenue de la maladie lors d'un tournage dans les forêts du Vermont en 2002. Selon sa femme, le dépistage des maladies auto-immunes et de type Alzheimer a révélé le bon diagnostic et, toujours selon elle, l'artiste est traité en 2016 en Californie par un spécialiste « qui a ajouté des injections intramusculaires d'antibiotiques au protocole de Kris et qui continue de le soigner ».
Kris Kristofferson a huit enfants issus de trois mariages : 
- de son premier mariage avec Fran Beer : Tracy (1962) et Kris (1968)
- de son deuxième mariage avec Rita Coolidge : Casey (1974)
- de son troisième et dernier mariage avec Lisa Meyers[2] : Jesse (1983), Jody (1985), Johnny (1988), Kelly Marie (1990) et Blake (1994).

#### Mort
Il meurt le 28 septembre 2024 à Maui, à Hawaï, à l'âge de 88 ans. Après une cérémonie d'obsèques privée, il est incinéré et ses cendres sont remises à la famille.

## Discographie

### Albums studio
- 1970 : Kristofferson ou Me and Bobby McGee
- 1971 : The Silver Tongued Devil and I
- 1972 : Border Lord
- 1972 : Jesus Was a Capricorn
- 1974 : Spooky Lady's Sideshow
- 1975 : Who's to Bless and Who's to Blame
- 1976 : Surreal Thing
- 1978 : Easter Island
- 1979 : Shake Hands with the Devil
- 1981 : To the Bone
- 1986 : Repossessed
- 1990 : Third World Warrior
- 1995 : A Moment of Forever
- 1999 : The Austin Sessions
- 2006 : This Old Road
- 2009 : Closer to the Bone
- 2013 : Feeling Mortal
- 2016 : The Cedar Creek Sessions

### Albums live
- 1992 : Live at the Philharmonic
- 2003 : Broken Freedom Song: Live from San Francisco
- 2014 : An Evening with Kris Kristofferson: The Pilgrim: Ch 77 – Union Chapel, London

### Collaborations
- 1973 : Full Moon avec Rita Coolidge
- 1974 : Breakaway avec Rita Coolidge
- 1976 : A Star Is Born avec Barbra Streisand (Rita Coolidge a joué un petit rôle dans le film)
- 1978 : Natural Act avec Rita Coolidge
- 1982 : The Winning Hand avec Dolly Parton, Willie Nelson et Brenda Lee
- 1984 : Music from Songwriter avec Willie Nelson
- 1985 : Highwayman avec Johnny Cash, Waylon Jennings et Willie Nelson
- 1990 : Highwayman 2 avec Johnny Cash, Waylon Jennings et Willie Nelson
- 1995 : The Road Goes On Forever avec Johnny Cash, Waylon Jennings et Willie Nelson
- 1999 : Honky Tonk Heroes avec Willie Nelson, Waylon Jennings et Billy Joe Shaver

### Compilations
- 1977 : Songs of Kristofferson
- 2004 : The Essential Kris Kristofferson
- 2010 : Please Don't Tell Me How the Story Ends: The Publishing Demos
- 2011 : Playlist: The Very Best of Kris Kristofferson
- 2016 : The Complete Monument & Columbia Album Collection

### Invité
- 2021 : Reprise de Moby - Kris sur une chanson The Lonely Night.

## Filmographie

### Cinéma
- 1971 : The Last Movie de Dennis Hopper : compétiteur ménestrel
- 1971 : Cisco Pike de Bill L. Norton : Cisco Pike
- 1973 : Les Choses de l'amour (Blume in Love) de Paul Mazursky : Elmo
- 1973 : Pat Garrett et Billy le Kid de Sam Peckinpah : Billy the Kid
- 1974 : Apportez-moi la tête d'Alfredo Garcia (Bring me the Head of Alfredo Garcia) de Sam Peckinpah : un motard
- 1974 : Alice n'est plus ici (Alice doesn't Live Here Anymore) de Martin Scorsese : David
- 1975 : Milice privée (Vigilante Force) de George Armitage : Aaron Arnold
- 1976 : The Sailor Who Fell from Grace with the Sea de Lewis John Carlino : Jim Cameron
- 1976 : Une étoile est née (A Star is Born) de Frank Pierson : John Norman Howard
- 1977 : Les Faux-durs (Semi-Tough) de Michael Ritchie : Shake Tiller
- 1978 : Le Convoi (Convoy) de Sam Peckinpah : Martin Rubber Duck Penwald
- 1980 : La Porte du paradis (Heaven's Gate) de Michael Cimino : Averill
- 1981 : Une femme d'affaires (Rollover) d'Alan J. Pakula : Hubbell Smith
- 1982 : Les Frénétiques (The Last Horror Film) de David Winters : lui-même (non crédité)
- 1984 : Flashpoint de William Tannen : Bobby Logan
- 1984 : Songwriter d'Alan Rudolph : Blackie Buck
- 1985 : Wanda's Café (Trouble in Mind) d'Alan Rudolph : Hawk
- 1988 : Big Top Pee-Wee de Randal Kleiser : Mace Montana
- 1989 : Millenium de Michael Anderson : Bill Smith
- 1989 : Welcome Home de Franklin J. Schaffner : Jake
- 1990 : Night of the Cyclone de David Irving : Stan
- 1990 : Sandino de Miguel Littín : Tom Holte
- 1992 : Société secrète de Richard Danus : Joe Garvey
- 1993 : Les Chevaliers du futur d'Albert Pyun : Gabriel
- 1993 : Paper Hearts de Rod McCall : Tom
- 1995 : La Dernière cavalerie (Pharaoh's Army) de Robby Henson : le prédicateur
- 1996 : Lone Star de John Sayles : shérif Charlie Wade
- 1997 : Menace toxique de Félix Enríquez Alcalá : Orin senior
- 1998 : Danse passion de Randa Haines : John Burnett
- 1998 : Girls' Night de Nick Hurran : Cody
- 1998 : Blade de Stephen Norrington : Abraham Whistler
- 1998 : La fille d'un soldat ne pleure jamais (A Soldier's Daughter Never Cries) de James Ivory : Bill Willis
- 1999 : Molokai : The Story of Father Damien (Father Damien) de Paul Cox : Rudolph Meyer
- 1999 : The Joyriders de Bradley Battersby : Eddie
- 1999 : Payback de Brian Helgeland : Bronson
- 1999 : Limbo de John Sayles : Smilin' Jack
- 2001 : Chelsea Walls d'Ethan Hawke : Bud
- 2001 : La Planète des singes (Planet of the Apes) de Tim Burton : Karubi
- 2001 : Wooly Boys de Leszek Burzynski : Shuck
- 2002 : Compte à rebours mortel (D-Tox) de Jim Gillespie : Doc
- 2002 : Blade 2 de Guillermo del Toro : Abraham Whistler
- 2003 : Where the Red Fern Grows de Lyman Dayton et Sam Pillsbury : Billy Coleman plus âgé
- 2004 : Blade: Trinity de David S. Goyer : Abraham Whistler
- 2004 : Silver City de John Sayles : Wes Benteen
- 2005 : The Jacket de John Maybury : Dr. Thomas Becker
- 2005 : The Wendell Baker Story d'Andrew Nilson et Luke Wilson : L.R. Nasher
- 2005 : Dreamer : Inspiré d'une histoire vraie (Dreamer : Inspired by a True Story) de John Gatins : Pop Crane
- 2006 : Fast Food Nation de Richard Linklater : Rudy Martin
- 2006 : Disappearances (en) de Jay Craven : Quebec Bill Bonhomme
- 2006 : Room 10 de Jennifer Aniston et Andrea Buchanan (court métrage) : Howard Davis
- 2007 : Crossing the Heart de Stephen Hood (court métrage) : Ray
- 2007 : I'm Not There de Todd Haynes : narrateur
- 2008 : Les Copains des neiges (Snow Buddies) de Robert Vince : Talon (voix)
- 2008 : Jump Out Boys (Lords of the Street) d'Amir Valinia : Raymond
- 2009 : Points de rupture (Powder Blue) de Timothy Linh Bui : Randall
- 2009 : For Sale by Owner de Robert J. Wilson : Ferlin Smith
- 2009 : Ce que pensent les hommes (He's Just Not That Into You) de Ken Kwapis : Ken Murphy
- 2009 : The Last Rites of Ransom Pride de Tiller Russell : Shepherd Graves
- 2010 : Bloodworth (Provinces of Night) de Shane Dax Taylor : E. F. Bloodworth
- 2010 : Yohan - Barnevandreren de Grete S. Hynnekleiv : Yohan vieux
- 2011 : Whitney Brown (The Greening of Whitney Brown) de Peter Odiorne : Dusty Brown
- 2011 : L'Incroyable Histoire de Winter le dauphin (Dolphin Tale) de Charles Martin Smith : Reed Haskett
- 2012 : Cold Blood (Deadfall) de Stefan Ruzowitzky : Chet Mills
- 2012 : Joyful Noise de Todd Graff : Bernard Sparrow
- 2013 : The Motel Life d'Alan Polsky et Gabe Polsky : Earl Hurley
- 2013 : Angels Sing de Tim McCanlies : le colonel
- 2013 : Angel et moi (Midnight Stallion) de William Dear : Jack Shephard
- 2014 : L'Incroyable Histoire de Winter le dauphin 2 (Dolphin Tale 2) de Charles Martin Smith : Reed Haskett
- 2014 : 7 Minutes (Dolphin Tale 2) de Jay Martin : Mr. B
- 2016 : Traded de Timothy Woodward Jr. : Billy
- 2016 : The Red Maple Leaf de Frank d'Angelo : Président John Francis Marshall
- 2017 : Wild Bill (Hickok) de Timothy Woodward Jr. : George Knox
- 2017 : L'Étoile de Noël (The Star) de Timothy Reckart : le vieil âne (voix)
- 2017 : Best Friend from Heaven de Justin G. Dyck : As Gabriel (voix)
- 2018 : Lawless Range de Sean McGinly : Boss Flood
- 2018 : Blaze de Ethan Hawke : Edwin Fuller

### Télévision
- 1979 : La Route de la liberté de Ján Kadár
- 1984 : The Lost Honor of Kathryn Beck de Simon Langton
- 1985 : La Fleur ensanglantée de Jerry Thorpe
- 1986 :
  - The Trackers de John Guillermin
  - Les Derniers Jours de Frank et Jesse James de William A. Graham
  - La Diligence de Tombstone de Ted Post
- 1990 : Pair of Aces d'Aaron Lipstadt
- 1991 : Another Pair of Aces: Three Days of a Kind de Bill Bixby
- 1992 : Christmas in Connecticut d'Arnold Schwarzenegger
- 1995 : Cap sur l'enfer (Inflammable) : Capitaine Jack Guthrie
- 1999 : La Chevauchée des héros (Outlaw Justice) : Jesse Ray Torrance
- 2009 : Net Force de Robert Lieberman
- 2015 : Texas Rising de Roland Joffé

## Voix françaises
En France
| - Bernard Tiphaine (*1938 - 2021) dans : - Le Marin qui abandonna la mer - La Fleur ensanglantée - Blade - Blade 2 - Blade: Trinity - Les Copains des neiges (voix) - Ce que pensent les hommes - Bloodworth - L'Incroyable Histoire de Winter le dauphin 2 - Gérard Dessalles dans : - Les Choses de l'amour - Alice n'est plus ici - La Route de la liberté - Miracle in the Wilderness - Le Muppet Show (série télévisée, 1er doublage) - Serge Sauvion (*1929 - 2010) dans : - Une étoile est née - Une femme d'affaires - Jean-Claude Sachot (*1943 - 2017) dans : - La Planète des singes - Fast Food Nation - Pierre Hatet (*1930 - 2019) dans : - Compte à rebours mortel - L'Incroyable Histoire de Winter le dauphin | Et aussi - Bernard Murat dans Pat Garrett et Billy le Kid - Frédéric de Pasquale (*1931 - 2001) dans Le Convoi - Jean-Alain Velardo dans Le Muppet Show (série télévisée, 2d doublage) - René Bériard (*1917 - 1998) dans Flashpoint - Georges Claisse (*1941 - 2021) dans La Porte du paradis - Daniel Beretta (*1946 - 2024) dans Wanda's Café - Marc de Georgi (*1931 - 2003) dans Dead or Alive - Patrick Floersheim (*1944 - 2016) dans Une chute en enfer - Richard Darbois dans Scandale en haute mer - Patrice Melennec dans Lone Star - Claude Giraud (*1936 - 2020) dans Payback - Patrick Messe dans The Jacket - Vania Vilers (*1938 - 2009) dans Menace toxique - Patrick Raynal dans Cold Blood - Patrice Baudrier dans Pat Garrett et Billy le Kid (scènes supplémentaires) - Frédéric Cerdal dans Wild Bill |